# Skáldskaparmál
Lo Skàldskaparmàl (in norreno "dialogo sull'arte poetica") è la seconda parte dell'Edda in prosa, opera dello scrittore e storico islandese Snorri Sturluson.
Questa seconda parte dell'Edda in prosa (senza contare il Formáli) è la più lunga delle tre che compongono l'opera ed è caratterizzata, rispetto alle altre due, da una generale mancanza di sistematicità e organizzazione. Si tratta infatti di un testo, pieno di citazioni e di narrazioni giustapposte senza un'apparente armonia di base, il cui intento rimane comunque chiaro, ovvero quello di fornire esempi di tecniche compositive nell'arte poetica: lo skáldskapr, appunto.
Diversamente dal Gylfaginning, che si proponeva di parafrasare soprattutto il canzoniere eddico, il Discorso sull'arte scaldica indaga più a fondo la cosiddetta poesia scaldica, cioè composta dagli scaldi (parola derivante dal norreno skáldr "poeta"), ovvero poeti e cantori di professione, profondissimi conoscitori della lingua, delle figure retoriche e della tecnica compositiva, il cui compito principale era quello di tramandare il patrimonio storico e letterario della propria cultura attraverso la ricapitolazione degli antichi poemi e di comporre nuove opere di carattere mitologico-religioso, encomiastico o d'occasione.
I personaggi in questo dialogo sono il gigante del mare Ægir e il dio della poesia Bragi, in cui il secondo spiega al primo delle difficili figure retoriche tipiche della poetica norrena, quali le kenningar e gli úkend heiti, semplici denominazioni o epiteti considerati particolarmente poetici. Lo scopo di questo libro è pertanto istruire il lettore sull'arte poetica nordica, spiegandogli così il significato di molti epiteti mitologici citati nelle opere di antichi scaldi.
In questo libro vengono narrate alcune storie che si possono trovare anche su altre fonti mitologiche, come il rapimento di Iðunn da parte di Þjazi, il matrimonio tra Skaði e Njörðr, il furto da parte di Odino dell'idromele della poesia, i combattimenti tra Thor ed i giganti Hrungnir e Geirrøðr.
Altre storie forniscono racconti eroici: si parla di Sigfrido, di re Fróði, di Hrólfr Kraki. A volte Snorri non si accontenta di citare una semplice metafora poetica, ma fornisce lunghi estratti dei poemi che la contengono, conservando così importanti opere che altrimenti sarebbero andate perdute: è il caso del poema Haustlöng ("lungo come l'autunno") di Þjóðólfr ór Hvíni, del Þórsdrápa ("inno a Thor") di Eilífr Goðrúnarson e del Ragnarsdrápa ("inno a Ragnar") di Bragi Boddason. Nel testo è riportato anche un canto mitologico considerato parte dell'Edda poetica ma che non figura in alcun manoscritto della raccolta: la Gróttasöngr ("Canzone del Grótti").